# فريدريك بوش
فريدريك بوش (27 فبراير 1852 في المملكة المتحدة - 8 يناير 1937) (بالإنجليزية: Frederick Bush)‏ هو لاعب كريكت بريطاني.

## وصلات خارجية
- فريدريك بوش على موقع إي آس بي آن كريك إنفو (الإنجليزية)